# Кросс-Тімбер (Техас)
Кросс-Тімбер (англ. Cross Timber) — місто (англ. town) в США, в окрузі Джонсон штату Техас. Населення — 362 особи (2020).

## Географія
Кросс-Тімбер розташований за координатами 32°29′0″ пн. ш. 97°19′33″ зх. д. / 32.48333° пн. ш. 97.32583° зх. д. (32.483240, -97.325928).  За даними Бюро перепису населення США в 2010 році місто мало площу 3,65 км², уся площа — суходіл.

## Демографія
Згідно з переписом 2010 року, у місті мешкало 268 осіб у 100 домогосподарствах у складі 82 родин. Густота населення становила 73 особи/км².  Було 104 помешкання (28/км²).
Расовий склад населення:
| - 95,1 % — білих - 1,9 % — корінних американців - 1,5 % — осіб інших рас |

До двох чи більше рас належало 1,5 %. Частка іспаномовних становила 9,3 % від усіх жителів.
За віковим діапазоном населення розподілялося таким чином: 21,6 % — особи молодші 18 років, 63,1 % — особи у віці 18—64 років, 15,3 % — особи у віці 65 років та старші. Медіана віку мешканця становила 45,4 року. На 100 осіб жіночої статі у місті припадало 90,1 чоловіків;  на 100 жінок у віці від 18 років та старших — 100,0 чоловіків також старших 18 років.
Середній дохід на одне домашнє господарство  становив 112 986 доларів США (медіана — 90 625), а середній дохід на одну сім'ю — 117 072 долари (медіана — 96 250). За межею бідності перебувало 4,5 % осіб, у тому числі 0,0 % дітей у віці до 18 років та 5,9 % осіб у віці 65 років та старших.
Цивільне працевлаштоване населення становило 173 особи. Основні галузі зайнятості: виробництво — 26,0 %, освіта, охорона здоров'я та соціальна допомога — 16,2 %, науковці, спеціалісти, менеджери — 11,6 %, будівництво — 11,6 %.